# Talal Asad
Talal Asad (1933) is een Amerikaans antropoloog werkzaam aan de City University of New York. 
Asad is geboren in Medina, Saoedi-Arabië als kind van de Oostenrijks-Hongaarse diplomaat en schrijver Muhammad Asad die zich bekeerde van het Jodendom tot de Islam, en de Saoedische moslima Munira Hussein Al Shammari Asad. 
De bijdragen van Asad zijn vooral te vinden op vlak van studies over het postkolonialisme, het christendom, de islam en het gebruik van rituelen. Recentelijk richt hij zich vooral op wat hij noemt een "antropologie van het secularisme". Gebruikmakend van de genealogische methode ontwikkeld door de filosoof Friedrich Nietzsche en verder uitgewerkt door Michel Foucault, analyseert Asad verscheidene vergelijkingstermen die antropologen, theologen, filosofen en politicologen vandaag de dag gebruiken zonder bij hun exacte betekenis stil te staan. Zijn interesse gaat vooral uit naar de relatie van de religie en het secularisme enerzijds en de moderniteit anderzijds. Secularisme is volgens Asad niet louter het onderscheid tussen de publieke sfeer en de private sfeer waarbinnen godsdienstvrijheid bestaat. Vaak, zo argumenteert Asad, kan dit secularisme zelf bepaalde uitsluitingsmechanismen bevatten en vervormt het ook de opvatting over wat nu net het religieuze en het seculiere inhoudt.
Hij zet zich ook af tegen de idee van westerse antropologen al zouden zij de niet-westerse wereld volledig kunnen begrijpen. Hij richt zich voornamelijk tegen de Britse sociale antropologie en het etnografisch functionalisme.